# Zorzines lactipuncta
Zorzines lactipuncta är en fjärilsart som beskrevs av Inoue 1989. Zorzines lactipuncta ingår i släktet Zorzines och familjen nattflyn. Inga underarter finns listade i Catalogue of Life.